# Jacob Bright
Pour les articles homonymes, voir Bright.
Jacob Bright (né le 26 mai 1821 à Rochdale et mort le 7 novembre 1899 à Goring-on-Thames) est un homme politique libéral britannique, élu au parlement pour Manchester. Son frère John est lui aussi élu libéral.

## Biographie
Quatrième des onze enfants du quaker Jacob Bright et de son épouse Martha Wood, il travaille très tôt pour la filature familiale.
Il s'engage en politique, d'abord dans le radicalisme, puis en soutenant le chartisme. Il devient le premier maire de Rochdale quand l'agglomération industrielle obtient son statut municipal. Il se présente au parlement britannique pour la circonscription de Manchester en 1865, mais échoue. Il obtient cependant le siège en 1867 à la suite d'une élection partielle. Il est alors élu sans discontinuer jusqu'en 1874, année où il perd son siège, mais le récupère deux ans plus tard, encore une fois à la faveur d'une élection partielle, et est élu régulièrement jusqu'en 1885. À cette date, la circonscription de Manchester est redéfinie, avec huit députés au lieu de trois. Bien qu'ayant l'investiture du parti libéral, il perd l'élection. Il est cependant élu à l'élection générale de 1886, et réélu jusqu'en 1895. Cette année-là, il devient membre du Privy Council. Il milite activement pour le droit de vote des femmes.
Après le Bloody Sunday du 13 novembre 1887, il participe à la Law and Liberty League fondée par Annie Besant et William Thomas Stead. 
En 1855, il épouse Ursula Mellor avec qui il a trois enfants.